# Aizenay

Aizenay este o comună în departamentul Vendée, Franța. În 2009 avea o populație de 7,930 de locuitori.